# Харон, Яков Евгеньевич
Я́ков Евге́ньевич Харо́н (13 сентября 1914, Ковель — 6 марта 1972, Москва) — деятель советского кинематографа, звукооператор, писатель, педагог. Заслуженный работник культуры РСФСР (1969).

## Биография
Родился в городе Ковель в семье служащих. Детство прошло в Сумах, где его отец работал в сахарной промышленности. В 1923 году вместе с родителями переехал в Москву. Отец работал в системе Главного управления Федерального казначейства, в последние годы — коммерческим директором 1-й фабрики фотопластинок. Умер в 1948 году.
Мать Мария Марковна вскоре после развода с мужем была командирована в Торгпредство СССР в Берлине, работала машинисткой. Там Яков окончил в гимназию, а также три курса Берлинской консерватории.
С 1932 года — в Москве. Сначала с мая по июль был спецкорреспондентом газеты «Правда», затем поступил на киностудии «Мосфильм» сперва ассистентом по звуку («Поколение победителей», 1936), потом — звукооформителем.
1 сентября 1937 года был арестован за пропаганду троцкизма и восхваление Троцкого и приговорён к десяти годам лагерей. Отбывал срок на заводе № 15 Министерства внутренних дел СССР в городе Свободный Амурской области в качестве начальника БРИЗа, инспектора по технике безопасности. Руководил художественной самодеятельностью. В период заключения познакомился с Ю. Н. Вейнертом, в соавторстве с которым начал стихотворный цикл «Злые песни Гийома дю Вентре». Цикл был закончен после освобождения Харона (Ю. Н. Вейнерт погиб в 1951 году в ссылке в Северо-Енисейске).
После освобождения в 1947 году работал на Свердловской киностудии режиссёром-монтажёром («Страницы жизни», 1948).
В феврале 1949 года был вновь арестован «за принадлежность к троцкистской группе» и отправлен в ссылку в Абакан, где работал счетоводом, преподавал в школе, вёл автотракторный кружок и даже ставил спектакли в самодеятельности. Освобождён в сентябре 1954 года. Реабилитирован в сентября 1955 года Московским областным судом.
С 1955 года по 1956 год работал старшим музыкальным редактором Алма-Атинской киностудии. С 1956 года — звукооформитель, затем — звукооператор на «Мосфильме».
С 1957 года преподавал во ВГИКе.

… появился Яков Евгеньевич Харон, который был не только замечательным звукооператором, он был и поэт замечательный, и человек с музыкальным образованием Берлинской консерватории, который приехал из лагерей и стал педагогом ВГИКа. Он читал у нас «Звуковое оформление фильма» вместе с Таривердиевым.
— Наум Клейман, «К истории ВГИКа. Книга IV. (1956—1965)» 2013

О звуке, тем более о работе с этой важнейшей компонентой фильма, лектор не говорил. Или почти не говорил. А говорил о жизни — о её сложности, неповторимости, надобности ценить не только день — миг. О том, что человек, мнящий себя венцом творения, на деле слаб и несовершенен. На этих занятиях я впервые услышал красивое слово «контрапункт».
— Валерий Новиков, кинооператор «Сибирские огни» № 1 2016
В 1964—1969 годы читал курс лекций «Музыкально-звуковое оформление фильма» на Высших курсах сценаристов и режиссёров, вёл беседы о звуке на 4-й программе ТВ.
Скончался 6 марта 1972 года в Москве. Похоронен на Новом Донском кладбище.

### Семья
- Первая жена — Евгения Самойловна Ласкина, редактор (впоследствии вторая жена поэта Константина Симонова), двоюродная сестра сценариста Бориса Ласкина[источник не указан 332 дня].
- Вторая жена — Стелла Семёновна Корытная (1924—1969), дочь Изабеллы Эммануиловны Белой-Якир (1900—1986) и секретаря Московского городского комитета ВКП(б) С. З. Корытного, племянница командарма И. Э. Якира[12];
  - Сын — Юрий (род. 1958);
    - Внук — Яков.

## Фильмография
Звукооформитель
- 1935 — Новый Гулливер[13]
- 1936 — Зори Парижа[14]
- 1956 — Беспокойная весна[15]

Звукооператор
- 1960 — Повесть пламенных лет (совместно с И. Урванцевым)
- 1963 — Самый медленный поезд (совместно с Б. Глековым)
- 1965 — Мы, русский народ (совместно с В. Беляровым)
- 1966 — Дневные звёзды
- 1970 — Морской характер (совместно с Р. Собиновым)

## Награды и звания
- Серебряная медаль ВДНХ (6 июня 1963) — за разработку технологии стереофонической записи широкоформатных фильмов; за проведение многоканальной стереофонической записи первого широкоформатного фильма «Повесть пламенных лет»[16];
- заслуженный работник культуры РСФСР (29 сентября 1969)[17].